# Barbara Streil

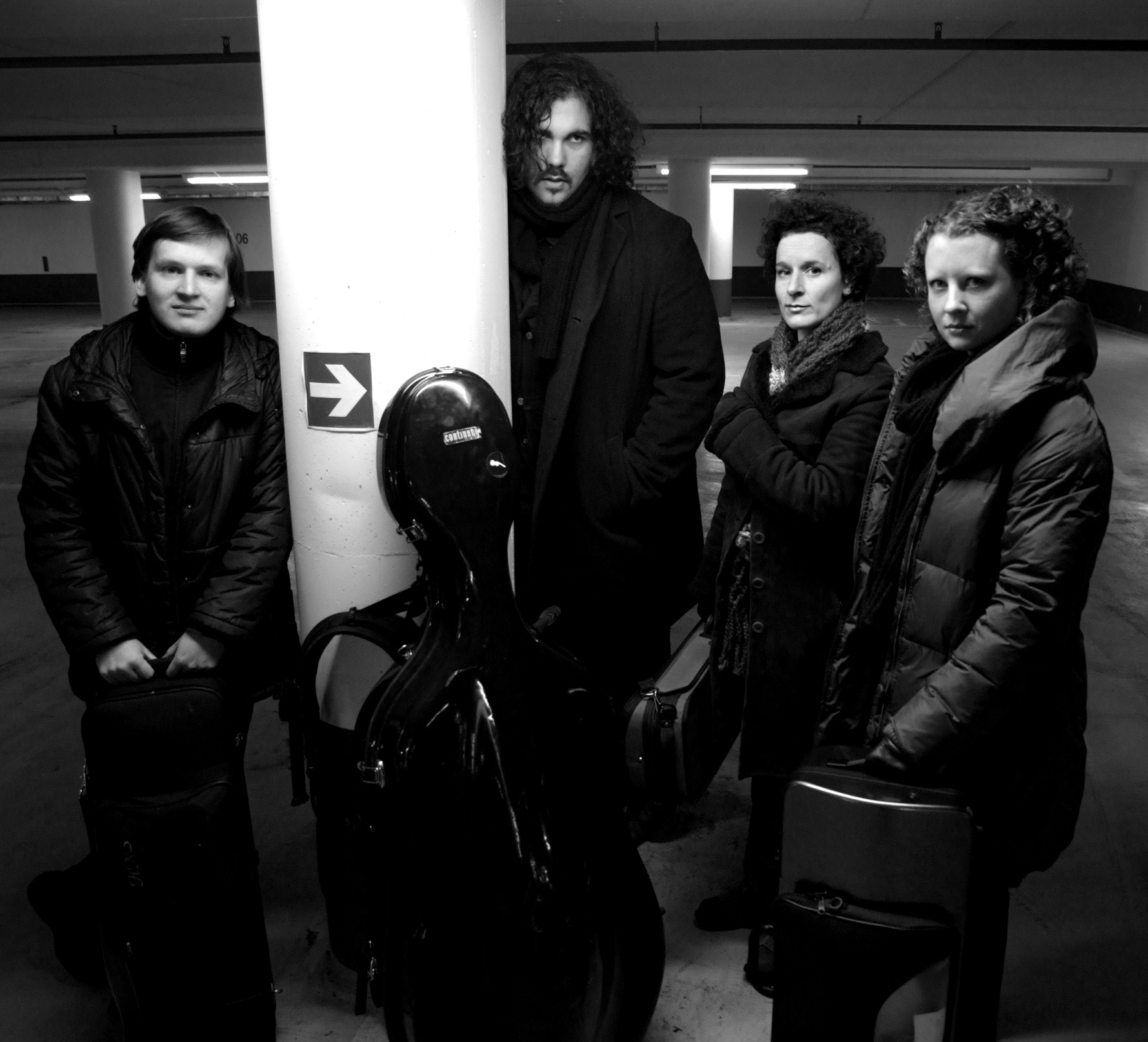
Barbara Streil (2. v. rechts) mit dem Asasello Quartett im Jahre 2010

Barbara Streil, geb. Kuster (* 1977 in Basel) ist eine deutsch-schweizerische Violinistin, Regisseurin, Künstlerin und eine der Entwicklerinnen des Konzeptes PERFOR Musik. Streil ist seit 2014 zudem als Dozentin für Violine, Gesang und Inszenierung am Kammermusikzentrum NRW sowie für diverse Kammermusikverbände tätig. Weiterhin ist sie Gründungsmitglied und 2. Violine des Asasello Quartetts.

## Leben
Im Alter von 6 Jahren erhielt Barbara Streil Unterricht an der Musikakademie Basel für Violinunterricht, Chor und Orchester. 1988, im Alter von 11 Jahren, sang sie die Hauptrolle des „Pollicino“ in der gleichnamigen Oper von Hans Werner Henze am Stadttheater Basel.
Von 1992 bis 1993 war sie Schülerin an der „Interlochen Arts Academy“ in Michigan, USA. Nach Abschluss der Matura in der Schweiz studierte Barbara Streil Violine an der Musikhochschule Basel bei Adelina Oprean, bis sie 2000 mit dem Lehrdiplom mit Kammermusikalischem Schwerpunkt dieses Studium abschloss. Während des Studiums war Streil Konzertmeisterin eines Jugendorchesters in Freiburg und als Assistentin im British Youth Summer Music Course in England und trat solistisch in England, Deutschland und der Schweiz auf.
Kammermusikalische Kurse besuchte Barbara Streil bei Walter Levin und Hatto Beyerle. Es folgten Kurse und Lehrzeiten bei Dominik Stark, Gérard Wyss, Jürg Wyttenbach und Hansheinz Schneeberger. Nach dem Diplom war sie Stipendiatin der Novartis International AG und studierte von 2000 bis 2001 an der Cité Internationale des Arts in Paris.
Im Jahr 2000 war sie Gründungsmitglied des europäischen Asasello Quartetts, welches in der Kammermusikklasse von Walter Levin in Basel gegründet wurde.
2002 wurde Barbara Streil Preisträgerin des „Förderpreis Orpheus Konzerte 2003“ zusammen mit Rostislav Kojevnikov, später folgte ein 1. Preis am 7. Internationalen Kammermusik-Wettbewerb für Neue Musik in Krakau und einen 3. Preis beim Kammermusikwettbewerb „Erst-Klassik“ in Berlin.
Im Jahr 2004 nahm sie unter Pierre Boulez an der Lucerne Festival Academy teil.
Mit dem Asasello Quartett erspielte Barbara Streil im März 2003 beim Kammermusikwettbewerb des Migros Kulturprozentes einen 1. Preis. Gleichzeitig begann das Quartett ein Studium an der Hochschule für Musik Köln, wo es mit dem Alban Berg Quartett und David Smeyers arbeitete. Nach Beendigung des Studiums ist das Asasello Quartett, dessen 2. Violinistin Barbara Streil ist, von Köln aus tätig. Mit dem Asasello Quartett tritt Streil weltweit auf.
Seit 2014 ist Barbara Streil Dozentin für Violine und Gesang am Kammermusikzentrum NRW. Mit Aischa-Lina Löbbert (Schauspielerische Leitung) und Laura Remmler (Regie) erfand und etablierte sie das Konzept der „P E R F O R Musik“ und wirkte zuerst als Dozentin des Ensembles Familie McHammergeil sowie des Doron-Quartetts (beides im Rahmen der Excellenz-Förderung des Kammermusikzentrums NRW). Auf die Produktionen mit den Ensembles Familie McHammergeil und Doron-Quartett folgten P E R F O R Musik-Produktionen mit dem Asasello Quartett sowie dem Kölner Künstler Kollektiv Honolulu Star Productions etwa am Schönberg Center Wien.
Im Jahr 2020 erhielt Barbara Streil das Stipendium des Frauenkulturbüro Nordrhein-Westfalen (Förderprogramm „Präsenz vor Ort“) und organisierte im Rahmen des Stipendiums ein Konzert unter dem Titel „Carl träumt“, bei dem zahlreiche Künstler (u. a. das Asasello Quartett und das Künstlerkollektiv Honolulu Star Productions) Beiträge zum Thema „Traum“ auf die Bühne der Kunststation St. Peter in Köln brachten.
Am 8. Juli 2021 kam im Rahmen des Freilufttheaterfestivals des Kölner N.N. Theaters die Produktion TA TA TA TAAA! BEETHOVEN zur Uraufführung, an der Barbara Streil als musikalische Leiterin mitgewirkt hatte. Neben ihr waren einige Mitglieder des Ensembles „Familie McHammergeil“ sowie Aischa-Lina Löbbert (Schauspiel) und Laura Remmler (Regie) an der Produktion beteiligt.
Dozentin für Violine ist Streil unter anderem auch bei den Kölner Streicherwochen.

## Privat
Barbara Streil ist seit Dezember 2016 verheiratet und lebt mit ihrer Familie in der Kölner Südstadt.

## Auszeichnungen
- Förderpreis am 7. Internationalen Kammermusikwettbewerb in Bubenreuth (mit dem Asasello Quartett) (2001)
- Preisträgerin des „Förderpreis Orpheus Konzerte 2003“ (2002)
- 1. Preis beim 7. Internationalen Kammermusik-Wettbewerb für Neue Musik in Krakau (2003)
- 3. Preis beim Kammermusikwettbewerb „Erst-Klassik“ in Berlin (2003)
- 1. Preis beim Kammermusikwettbewerb des Migros Kulturprozentes (mit dem Asasello Quartett) (2003)
- 1. Preis beim Wettbewerb des Migros-Kulturprozentes, Zürich (mit dem Asasello Quartett) (2003)
- Anerkennungspreis der Rentsch Stiftung (mit dem Asasello Quartett) (2003)
- Ravensburger Kupferle (2003)
- 2. Preis am Hochschulwettbewerb deutscher Hochschulen(mit dem Asasello Quartett) (2004)
- Stipendium der Dörkens Stiftung (mit dem Asasello Quartett) (2007)
- Internationaler Kammermusikwettbewerb Hamburg (mit dem Asasello Quartett) (2009)
- Musikpreis des Verbandes der Deutschen Konzertdirektionen (mit dem Asasello Quartett) (2010)[13]
- Stipendium des Frauenkulturbüros Nordrhein-Westfalen (2020)[14]